# Kein einfacher Mord
Kein einfacher Mord ist ein deutscher Fernsehfilm von Sebastian Ko aus dem Jahr 2020. Er hatte seine Premiere am 26. September 2020 auf dem Filmfest Hamburg und wurde am 11. Januar 2023 erstmals im Abendprogramm des Ersten ausgestrahlt.

## Handlung
Nina und Paul Liebersteins Ehe ist einst glücklich gewesen. Doch Pauls Tablettensucht kostete ihn die Approbation und eine Fehlgeburt verschärfte die Probleme der dreiköpfigen Familie. Paul arbeitet jetzt als Vertreter und ist selten zu Haus, Nina arbeitet in einer Wäscherei, damit sie über die Runden kommen. Eine Scheidung des sich entfremdeten Ehepaars steht kurz bevor.
Eines Tages triff Nina im Fitnessstudio den Hockeytrainer ihres Sohns. Sie geht mit Viktor in ein Sushirestaurant und fährt anschließend mit zu ihm nach Haus. Sie hat durchaus Interesse an einer gemeinsamen Nacht, doch Viktor versucht, sie zu vergewaltigen. Nina kann sich in ihrer Not wehren und erschlägt ihn, gerade als Paul dazukommt, der beiden gefolgt ist. Die Situation ist vertrackt, denn Notwehr würde nicht glaubwürdig erscheinen. Sie entfernen sich vom Tatort, ohne die Polizei zu rufen.
Das Paar verständigt sich auf eine glaubwürdige Story und lässt mögliche Indizien verschwinden. Im Hockeyverein ist der Mord Thema Nummer eins. Die Polizei befragt Nina genauer, da sie von einer anderen Mutter aus dem Verein, Sylvia, im Restaurant mit dem Opfer gesehen wurde. Sie gibt zu, dass sie noch kurz bei ihm war, dann aber wieder gefahren sei. Sie wird mit auf das Anwesen genommen, um festzustellen, ob etwas fehlt, da auch ein Raubmord nicht ausgeschlossen wird.
Paul wird aufgrund von Umstrukturierungen entlassen und auch Nina verliert ihren Job. Nach der Beerdigung von Viktor wird das Paar von der Polizei noch einmal getrennt voneinander in die Mangel genommen, doch sie bleiben bei ihrer Geschichte und dürfen gehen. Ihre Beziehung bessert sich zusehends, Nina arbeitet jetzt als Hockeytrainerin, Paul könnte bald seine Approbation zurückerhalten.
Ein Zeuge meldet sich, da er eine Frau vor Viktors Haus gesehen habe. Es kommt zu einer Gegenüberstellung, an der Nina und Sylvia teilnehmen. Der Zeuge identifiziert Sylvia, die lautstark zum Ausdruck bringt, dass Viktor schon tot war, als sie dort eintraf. Sie habe nur mit ihm reden wollen. Sie wird verhaftet und Nina darf gehen. Auf der Heimfahrt besprechen Nina und Paul die Situation und ob sie mit einer Aussage alles aufklären sollten. Selbst wenn die Indizien nicht ausreichten, würde es ihr Leben zerstören, ist Nina überzeugt. Als sie an einem Bahnübergang warten, stellt sie die Frage in den Raum: „Wir können ihr das nicht antun, oder?“

## Produktion
Der Film wurde vom 4. Juli bis 8. August 2019 in Hamburg und Umgebung gedreht.

## Rezeption

### Kritiken
Die Redaktion des Lexikons des internationalen Films vergibt 3,5 von 5 Sternen. In der Bewertung steht: „Ungewöhnlich aufgebautes Drama, in dem es vor allem um den Umgang mit geteilter Schuld geht und der erzählerisch durchaus Wagnisse eingeht, indem er über das fragwürdige Verhalten der Hauptfiguren nicht moralisch den Stab bricht“, was der Geschichte „eine anziehende Ambivalenz“ verleihe.
Rainer Tittelbach gibt dem Fernsehfilm in seiner Besprechung bei tittelbach.tv insgesamt 5 von 6 möglichen Sternen.
Oliver Armknecht kommt in seiner Besprechung bei film-rezensionen.de auf insgesamt 5 von 10 Punkten für den Film.

### Einschaltquoten
Die Erstausstrahlung des Films am 11. Januar 2023 wurde in Deutschland von 3,74 Millionen Zuschauern gesehen und erreichte so einen Marktanteil von 13,9 % für das Erste.